# Силурес Бобо-Диуласо
«Силурес» Бобо-Диуласо (Silures Bobo-Dioulasso) — ныне несуществующий буркинийский футбольный клуб из города Бобо-Диуласо. В 70-х годах он являлся лидером футбола в  Республике Верхняя Вольта, которая в 1984 году была переименована в Буркина-Фасо. Клуб прекратил своё существование в 1982 году.

## Достижения
- Чемпион Верхней Вольты: 7

1974, 1975, 1976, 1977, 1978, 1979, 1980
- Кубок Верхней Вольты: 1

1981

## Международные соревнования
- Африканский Кубок Чемпионов: 6

1975 — Второй раунд
1976 — Второй раунд
1978 — Четвертьфинал
1979 — Второй раунд
1980 — Второй раунд
1981 — Второй раунд